# Anianou
Anianou  è una città e sottoprefettura della Costa d'Avorio appartenente al dipartimento di Prikro. Conta una popolazione di 5 814 abitanti (censimento 2014).